# Devin Davis (cestista 1995)
Devin Davis (Indianapolis, 29 marzo 1995) è un cestista statunitense.